# سمك الكنعد

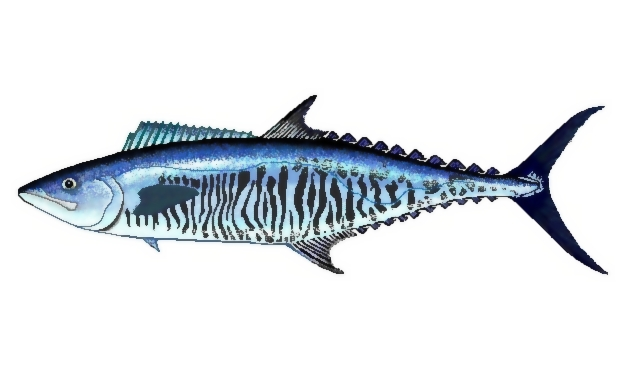
سمك الكنعد

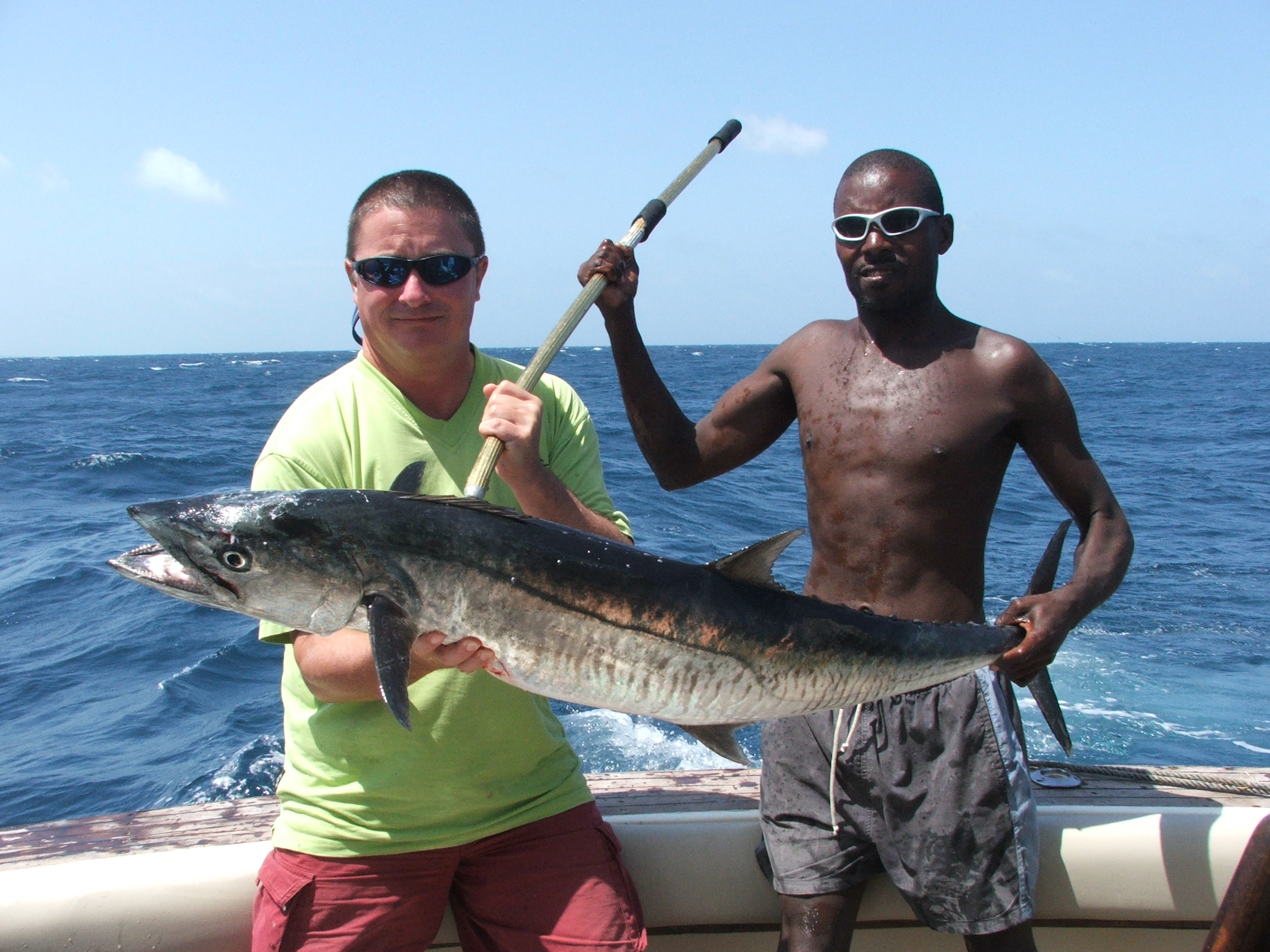
صيد سمك الكنعد

سمك الكنعد أو الضَّيراك هو نوع من السمك ينحدر من سلالة أسماك التونة وهي من الأسماك الشهيرة تسمى في بعض المناطق الدراك، ديرك، والضيرك. وهي من الأسماك المهاجرة الباحثة عن البيئة الغذائية الملائمة، ومصائدها تتوزع على طول سواحل عدة دول. وتتأثر هذه السمكة بدرجة الحرارة والتيارات حيث إنها تهاجر من منطقة إلى أخرى لأن تغييرات درجة الحرارة تؤدي إلى اندفاع الماء البارد الغني بالمواد الغذائية من القاع إلى السطح.

## وصفه
الجسم مستطيل ومنضغط بشدة وعليها حواف ذيلية حادة وزعانف صغيرة، والزعنفة الذيلية متفرعة، أسنانها ذات شكل مخروطي، وظهرها ملون بالأزرق كقوس قزح، وعليه تموجات عديدة من الشرائط العمودية الرفيعة.

## أماكن عيش وتكاثر سمك الكنعد
تعيش في المناطق الساحلية (تمتد من السطح إلى عمق 180 متر)، وتوجد في المياه الساحلية للمحيط الهندي وبحر العرب وجازان وخليج عمان والخليج العربي. وهي من الأسماك المهاجرة الباحثة عن البيئة الغذائية الملائمة لها.

## طرق الصيد
يمكن صيدها بالصنارة، وبالشبك حيث أن السمك ينزل بالقرب من الساحل بحوالي 300 متر أو أكثر وبعد ذلك يتم رمي الشبك بطريقة نصف دائرية حوله ثم يتم سحبه إلى الشاطئ.

## التكاثر والحضانة
ويمتد موسم التكاثر خلال شهري يونيو ويوليو من كل عام، بينما يصل النضوج الجنسي للمناسل خلال شهر مارس وابريل.
ويُلاحظ أن سمكة الكنعد نضع بيضها في المناطق الساحلية، وذلك لان ظهور الكنعد الصغير في الخليج العربي وخليج عمان في فترات متزامنة يدل على ان الكنعد قد أنزلت بيضها في مناطق قريبة.
تكون نسبة الجنس في كل المناطق حوالي 1:1 للذكر والأنثى. والكنعد تتغذى على الفرائس الأولية من الأسماك الصغيرة مثل العومة والبرية والسردين وكذلك الحبار والقشريات والربيان، وهي غالباً تتغذى في النهار، ونادرا في الليل.

## القيمة الغذائية
تأتي أهمية اسماك الكنعد على النحو التالي:
- نسبة اللحم القابل للأكل في جسم السمكة هو (76%).
- نسبة البروتينات من اللحم القابل للأكل هو (20%)
- نسبة الدهنيات من اللحم القابل للأكل هو(4.4%)
- نسبة السعرات الحرارية من اللحم القابل للأكل هو 125

## طرق طبخ سمك الكنعد

### طبخه بالفرن
المقادير:
سمك كنعد حسب الحاجة
```
ثوم مهروس
1 ملعقة كبيرة ملح، وكركم
1⁄2 ملعقة صغيره فلفل أسود
2ملعقة كبيرة عصير ليمون
2 ملعقة كبيرة خل
2 بصل، شرائح
2 طماطم، شرائح
2 فلفل رومي
2 ملعقة كبيرة بقدونس مفروم
1⁄2 ملعقة صغيره فلفل أسود، كمون
1 ملعقة كبيرة ملح
```

لطريقة:
- ننظف السمك جيداً، نتبله بمقادير التتبيلة ونتركه ساعة.
- نحضر صينية، نرص فيها بعض شرائح البصل وشرائح البطاطس، نضع عليهم السمك وباقي شرائح البصل وشرائح الطماطم.
- نخلط الطماطم مع الملح، البهارات والليمون، نوزع الخليط على الصينية، نرش البقدونس ونضع الفلفل.
- نغطي الصينية بغطاء أو قصدير، ندخلها الفرن لمدة 1ساعة.
5. نزيل الغطاء ونحمر وجه الصينية

### سمك الكنعد المقلي
المقادير
```
كوب طحين
ملح *كمون*فلفل اسمر *قليل من البابريكا *كمون
```

كل ما ذكر حسب الرغبة
طريقة التحضير
1. نقلب البهارات مع الطحين
  1. نغلف الشرائح بخليط الطحين والبهارات
  2. تقلى بزيت الذرة وتقلب على الجهتين
  3. تقدم مع البطاطا المقلية

## وصلات خارجية
- الكنعد
- سمك الكنعد المقلي
- سمك الكنعد